# Crataegus schuettei
Crataegus schuettei — вид квіткових рослин із родини трояндових (Rosaceae).

## Біоморфологічна характеристика
Це дерево чи кущ 40–70 дм заввишки. Молоді гілочки червонуваті, голі, 1-річні блискучі червонувато-коричневі, старші матово-сірі; колючки на гілочках 1-річні блискучі, від темно-коричневих до чорних, ± міцні, 3–6 см. Листки: ніжки листків 50–60% від довжини пластин, зазвичай залозисті; пластини від яйцюватих до довгасто-яйцюватих чи вузько-яйцюватих, 3–6 см, основа зрізана, округла або клиноподібна, часток по 4 або 5 з боків, верхівки часток від гострих до загострених, краї пилчасті, верхівка гостра, верх від рідко до густо шершаво запушений молодим, рано стає ± голим. Суцвіття 4–10-квіткові. Квітки 15–26 мм у діаметрі; чашолистки 3–4 мм; тичинок 20; пиляки червоні. Яблука червоні, від еліпсоїдних до майже кулястих, 8–20 мм у діаметрі. 2n = 51.

## Ареал
Зростає на сході США (Коннектикут, Іллінойс, Массачусетс, Меріленд, Мен, Мічиган, Північна Кароліна, Нью-Гемпшир, Нью-Йорк, Огайо, Род-Айленд, Теннессі, Вірджинія, Вермонт, Вісконсин, Західна Вірджинія) й сході Канади (Онтаріо, Квебек).

## Використання
Плоди вживають сирими чи приготованими. М'якуш м'який і солодкий.
Хоча конкретних згадок про цей вид не було помічено, плоди та квіти багатьох видів глоду добре відомі в трав'яній народній медицині як тонізувальний засіб для серця, і сучасні дослідження підтвердили це використання. Зазвичай його використовують у вигляді чаю чи настоянки.
Деревина роду Crataegus, як правило, має хорошу якість, хоча вона часто занадто мала, щоб мати велику цінність.